# 等价类
在数学中，假設在一个集合{\displaystyle X}上定義一个等价关系（用{\displaystyle \sim }來表示），则{\displaystyle X}中的某個元素{\displaystyle a}的等价类就是在{\displaystyle X}中等价于{\displaystyle a}的所有元素所形成的子集:
{\displaystyle [a]=\{x\in X|x\sim a\}}。
等价类的概念有助于从已经构造了的集合构造新集合。在{\displaystyle X}中的给定等价关系{\displaystyle \sim }的所有等价类的集合表示为{\displaystyle X/\mathrm {\sim } }并叫做{\displaystyle X}除以{\displaystyle \sim }的商集。这种运算可以（实际上非常不正式的）被认为是输入集合除以等价关系的活动，所以名字“商”和这种记法都是模仿的除法。商集类似于除法的一个方面是，如果{\displaystyle X}是有限的并且等价类都是等势的，则{\displaystyle X/\mathrm {\sim } }的序是{\displaystyle X}的序除以一个等价类的序的商。商集被认为是带有所有等价点都识别出来的集合{\displaystyle X}。
对于任何等价关系，都有从{\displaystyle X}到{\displaystyle X/\mathrm {\sim } }的一个规范投影映射{\displaystyle \pi }，给出为{\displaystyle \pi (x)=[x]}。这个映射总是满射的。在{\displaystyle X}有某种额外结构的情况下，考虑保持这个结构的等价关系，接着称这个结构是良好定义的，而商集在自然方式下继承了这个结构而成为同一个范畴的对象；从{\displaystyle a}到{\displaystyle [a]}的映射则是在这个范畴内的满态射。参见同余关系。

## 例子
- 如果{\displaystyle X}是轿车的集合，而{\displaystyle \sim } 是“颜色相同”的等价类，则一个特定等价类由所有绿色轿车组成。{\displaystyle X/\mathrm {\sim } } 自然的被认同于所有轿车颜色的集合。
- 考虑在整数集合{\displaystyle \mathbb {Z} }上的“模{\displaystyle 2}” ﹝見同餘﹞等价关系: {\displaystyle x\sim y}当且仅当{\displaystyle x-y}是偶数。这个关系精确的引发两个等价类: {\displaystyle [0]}由所有偶数组成，{\displaystyle [1]}由所有奇数组成。在这个关系下{\displaystyle [7],[9]}和{\displaystyle [1]}都表示{\displaystyle \mathbb {Z} /\mathrm {\sim } }的同一个元素。
- 有理数可以构造为整数的有序对 {\displaystyle (a,b)}的等价类的集合，{\displaystyle b}不能为零，这里的等价关系定义为

{\displaystyle (a,b)\sim (c,d)}当且仅当{\displaystyle ad=bc}。
这里的有序对 {\displaystyle (a,b)}的等价类可以被认同于有理数{\displaystyle a/b}。
- 任何函数{\displaystyle f:X\rightarrow Y}定义在X上的等价关系，通过{\displaystyle x_{1}\sim x_{2}} 当且仅当{\displaystyle f(x_{1})=f(x_{2})}。{\displaystyle x}的等价类是在{\displaystyle X}中被映射到{\displaystyle f(x)}的所有元素的集合，就是说，类{\displaystyle [x]}是{\displaystyle f(x)}的逆像。这个等价关系叫做{\displaystyle f}的核。
- 给定群{\displaystyle G}和子群{\displaystyle H}，我们可以定义在{\displaystyle G}上的等价关系，通过{\displaystyle x\sim y}当且仅当{\displaystyle xy^{-1}\in H}。这个等价类叫做H在G中的右陪集；其中之一是{\displaystyle H}自身。它们都有同样数目的元素（在无限{\displaystyle H}的情况下是势）。如果{\displaystyle H}是正规子群，则所有陪集的集合自身是在自然方式下的一个群。
- 所有群都可以划分成叫做共轭类的等价类。
- 连续映射{\displaystyle f}的同伦类是所有同伦于{\displaystyle f}的所有映射的等价类。
- 在自然语言处理中，等价类是对一个个人、位置、事物或事件的所有提及的要么真实要么虚构的集合。例如，在句子“"GE股东将投票公司杰出的CEO Jack Welch的继任者”。“GE”和“公司”是同义的，所以构成一个等价类。对“GE股东”和“Jack Welch”有单独的等价类。

## 性质
因为等价关系的{\displaystyle a}在{\displaystyle [a]}中和任何两个等价类要么相等要么不相交的性质。得出X的所有等价类的集合形成{\displaystyle X}的划分：所有{\displaystyle X}的元素属于一且唯一的等价类。反过来，{\displaystyle X}的所有划分也定义了在{\displaystyle X}上等价关系。
它还得出等价关系的性质
{\displaystyle a\sim b}当且仅当{\displaystyle [a]=[b]}。
如果{\displaystyle \sim }是在{\displaystyle X}上的等价关系，而{\displaystyle P(x)}是{\displaystyle x}的元素的一个性质，使得只要{\displaystyle x\sim y,P(x)}为真如果{\displaystyle P(y)}为真，则性质{\displaystyle P}被称为良好定义的或在关系{\displaystyle \sim }下“类恒定”的。常见特殊情况出现在{\displaystyle f}是从{\displaystyle X}到另一个集合{\displaystyle Y}的时候；如果{\displaystyle x_{1}\sim x_{2}}蕴涵{\displaystyle f(x_{1})=f(x_{2})}则{\displaystyle f}被称为在{\displaystyle \sim }下恒定的类，或简单称为在{\displaystyle \sim }下恒定。这出现在有限群的特征理论中。对函数{\displaystyle f}的后者情况可以被表达为交换三角关系．参见不變量。